# 塞缪尔·摩尔斯
萨缪尔·芬利·布里斯·摩尔斯（英語：Samuel Finley Breese Morse，1791年4月27日—1872年4月2日）是一名美国发明家，摩尔斯电码的创立者。

## 生平
摩爾斯生於麻省查爾斯鎮，是美國「地理學之父」兼基督教公理會牧師迦地大·摩爾斯及Elizabeth Ann Breese Morse的長子。迦地大·摩爾斯是一個喀爾文主義的傳道者，也是美國聯邦黨的擁護者。他不但保有清教徒嚴格遵守安息日的傳統，也相信強大的中央政府以英語建立的聯盟。他相信聯邦內的教育能夠把喀爾文主義的美德、道德及禱告灌輸給他的兒子。在麻省就讀菲利普斯學院後，塞繆爾·摩爾斯進入耶魯學院修讀宗教哲學、數學及有關馬匹的科學。其間曾經修讀本傑明·西利曼及傑里邁亞·戴有關電的課程。於1810年畢業。

## 绘画

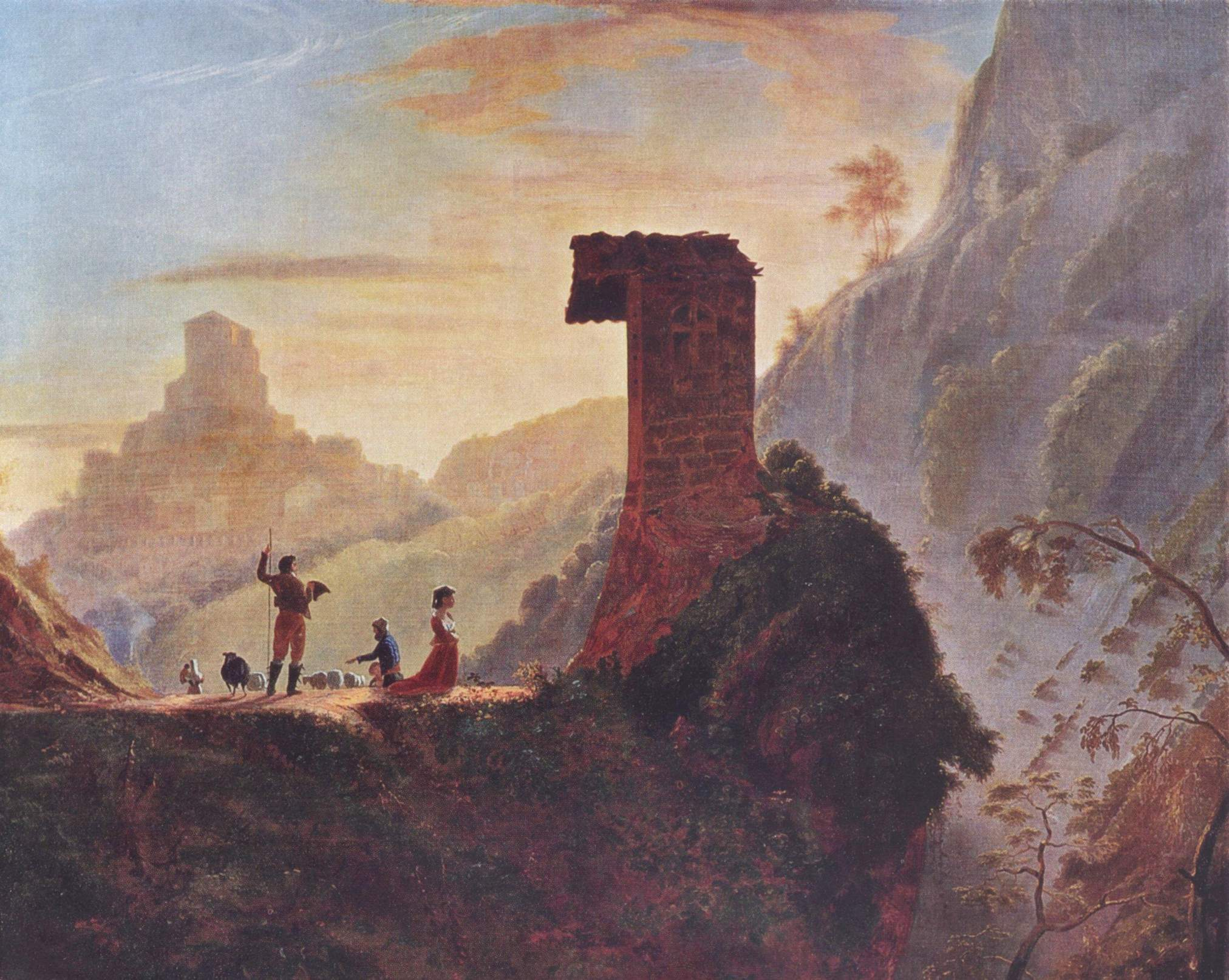
《萨伯卡的圣母小堂》（The Chapel of the Virgin at Subiaco）

萨缪尔·摩尔斯的绘画风格很明显的在他的绘画《降落的朝圣者》（Landing of the Pilgrims）表现：简单的衣着和朴素的面部特征。美南北战争时期联邦党拥护者的心理特征，加尔文教徒们从英格兰带到美国的宗教思想，和政府以此不断地连接两国家。更重要的是，这幅独特的作品吸引了著名艺术家华盛顿·奥尔斯顿，奥尔斯顿想让摩尔斯去陪同自己到英格兰去见艺术家班傑明·委斯特。摩尔斯在呂底亞待了三年。在1811年6月14日，和奥尔斯顿乘坐Lydia出航英格兰。
到达英国后摩尔斯在委斯特的留意下，摩尔斯努力地完善绘画技法。在1811年年底，被英国皇家学院录取。在这家学院里，他爱上了新古典主义艺术的文艺复兴，并密切关注米开朗基罗和拉斐尔。在观察和联系人體繪圖并吸收其解剖需求，年轻的艺术家成功地制作他的杰作Dying Hercules。

## 电报

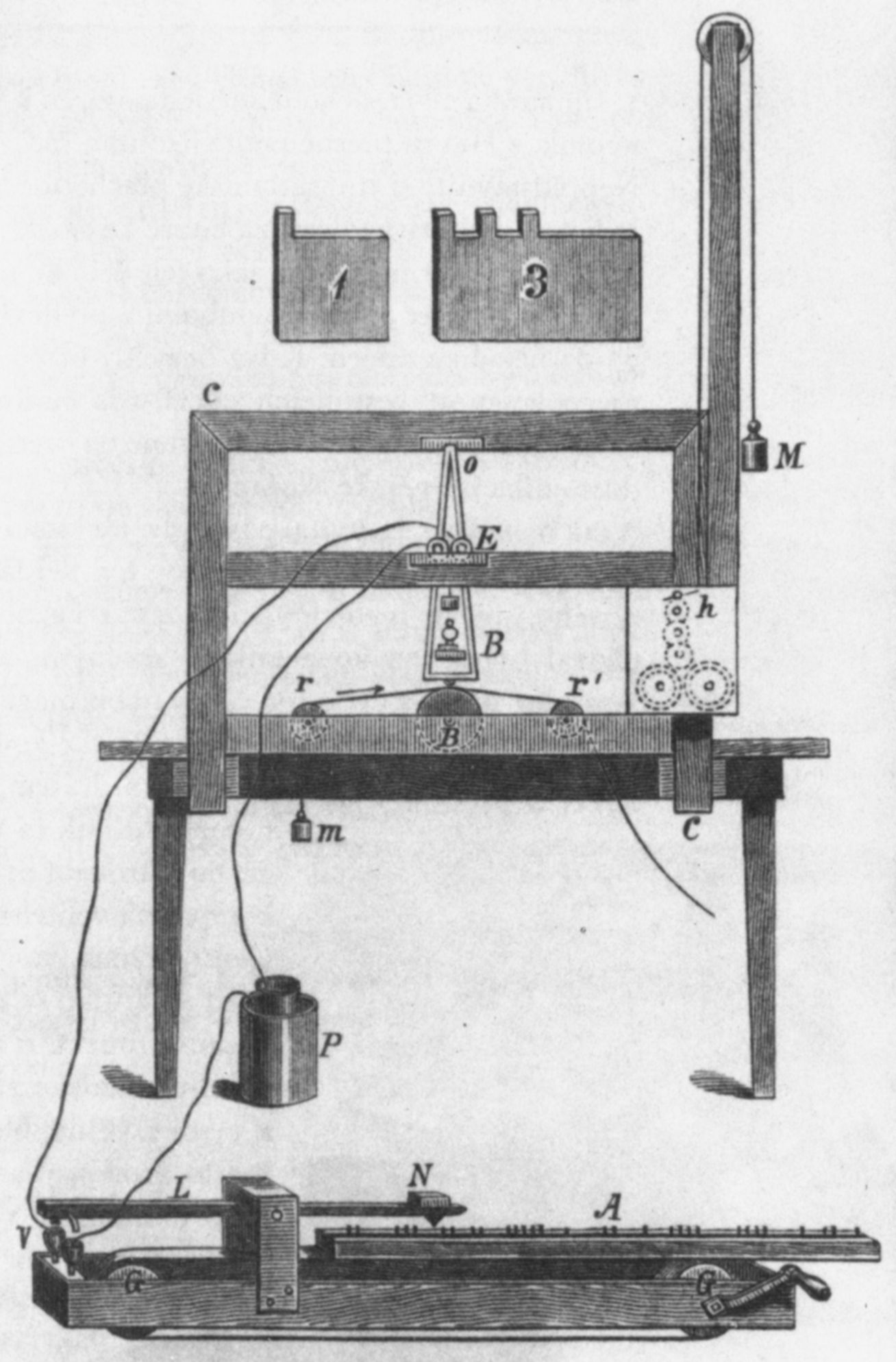
原始的摩斯电报系统

1832年，摩尔斯在乘船从欧洲返美途中，结识了来自波士顿、精通电磁学的查尔斯·托马斯·杰克逊（Charles Thomas Jackson）。在目睹了杰克逊利用电磁铁进行的各种实验后，摩尔斯萌生了单线电报的构想。为此他搁置了正在创作的画作《卢浮宫画廊》。摩尔斯最初提交专利申请时使用的电报机原型，如今收藏于史密森尼学会的美国国家历史博物馆。随着时间的推移，摩尔斯所发明的摩尔斯电码成为了全球电报通信的主要语言。至今，它仍是节奏性数据传输的标准。

## 逝世
摩尔斯于1872年4月2日死在位于纽约市5 West 22nd Street的家里，享年80岁，后被安葬在纽约市布鲁克林区的绿荫公墓。

## 反天主教和反移民的努力
摩尔斯在19世纪中期是一个反天主教和反移民运动的领导者。
1836年，他以本土党的身份和口号参加了纽约市市长的竞选，但最终并不成功，只获得了1496票。
有一次摩尔斯到罗马访问，在出席会上，他拒绝向罗马教皇脱帽以示抗议，见到如此情形，一个瑞士近卫队士兵怒气冲冲地跑了过来，把帽子从他的头上打翻掉地。摩尔斯一直致力于联合新教去反对天主教协会。希望能够制止天主教控制公共部门，同时也希望能够通过修订和加强《移民法》来限制那些来自信仰天主教的国家的移民。在这个议题上，他曾写道：“为了大船不被沉没，我们必须尽快堵住这个流着污泥脏水的漏洞。”
摩尔斯还是《纽约观察者》的专栏作家（他哥哥西德尼时任该报主编），文章提醒民众要警觉天主教的威胁，并提倡为之而战。这些文章被各大报纸广泛的再版刊登。在这个主张讨论上，他认为奥地利政府和天主教救助组织对那些移民美国的天主教徒的援助，目的是为了逐渐控制美国。
在他的著作《反美国之自由的陰謀》（Conspiracy Against the Liberties of the United States）中，他写道：“当然，美国的新教教徒，自由民有足够的洞察力去发觉那些外国异教徒在他们眼皮底下搞破坏，他们会明白天主教会无论过去还是现在，都一直是最邪恶的且已经体制化了的政治阴谋家和独裁者，只不过利用‘宗教’ 这一神圣的幌子来保护自己不受攻击。他们最终会明白这一真相：天主教会是一个政教合一的组织，这种关系完全有别于现存于我国的其他宗教组织，有别于其他形式的宗教信仰。”

## 婚姻
1819年9月29日，摩尔斯在新罕布什尔州康科德市娶了卢克雷蒂亚·毕麒麟·沃克（Lucretia Pickering Walker）为妻。妻子在第四个孩子出生不久（四个孩子分别为：生于1819年的苏珊，生于1821年的伊丽莎白，生于1823年的查尔斯和生于1825年的詹姆斯），于1825年2月7日去世。摩尔斯的第二任妻子是莎拉·伊丽莎白·格里斯沃尔德（Sarah Elizabeth Griswold），他们于1848年8月在纽约州尤蒂卡市结婚，婚后产下四子（分别为：生于1849年的萨缪尔，生于1851年的高奈利亚，生于1853年的威廉和生于1857年的爱德华 ）。

## 发明专利
- US Patent 1,647, Improvement in the mode of communicating information by signals by  the application of electro-magnetism, June 20, 1840（页面存档备份，存于）
- US Patent 1,647 (Reissue #79), Improvement in the mode of communicating information by signals by  the application of electro-magnetism, January 15, 1846（页面存档备份，存于）
- US Patent 1,647 (Reissue #117), Improvement in electro-magnetic telegraphs, June 13, 1848（页面存档备份，存于）
- US Patent 1,647 (Reissue #118), Improvement in electro-magnetic telegraphs, June 13, 1848（页面存档备份，存于）
- US Patent 3,316, Method of introducing wire into metallic pipes, October 5, 1843（页面存档备份，存于）
- US Patent 4,453, Improvement in Electro-magnetic telegraphs, April 11, 1846（页面存档备份，存于）
- US Patent 6,420, Improvement in electric telegraphs, May 1, 1849（页面存档备份，存于）

## 轶闻
- 摩尔斯连同罗伯特·富尔顿画像出现在1896年的2元美国纸币Silver certificate（英语：Silver certificate (United States)）系列上。在旧金山联邦储备银行的网站上可以查看该纸币。[8]
- 摩尔斯发明了一种大理石切割机，它可以在大理石或石块雕刻三维雕刻。但摩尔斯不能申请专利，因为1820年汤姆·布兰查德（英语：Thomas Blanchard）已经有了类似的设计。

## 延伸閱讀
- Reinhardt, Joachim, "Samuel F. B. Morse（页面存档备份，存于） (1791-1872) Congo, 1988".
- Mabee, Carleton, The American Leonardo: A Life of Samuel F. B. Morse (Knopf, 1944) (Pulitzer Prize winner for biography for 1944]
- Samuel F. B. Morse, Foreign Conspiracy Against the Liberties of the United States: The Numbers Under the Signature（页面存档备份，存于）  (Harvard University Press 1835,1855)
- Kenneth Silverman, Lightning Man - The Accursed Life of Samuel F.B. Morse（页面存档备份，存于）  (De Capo Press 2004)
- Paul J. Staiti, Samuel F. B. Morse (Cambridge 1989).
- Lauretta Dimmick, Mythic Proportion: Bertel Thorvaldsen's Influence in America, Thorvaldsen: l'ambiente, l'influsso, il mito, ed. P. Kragelund and M. Nykjær, Rome 1991 (Analecta Romana Instituti Danici, Supplementum 18.), pp. 169–191.
- Tom Standage, The Victorian Internet, (London:Weidenfeld & Nicholson, 1998) pp. 21–40.
- Prime, Life of S. F. B. Morse (New York, 1875)
- E. L. Morse (editor), his son, Samuel Finley Breese Morse, his Letters and Journals' (two volumes, Boston, 1914)